# Angela Madsen
Angela Madsen (10 de mayo de 1960 - 21 de junio de 2020) fue una deportista paralímpica estadounidense tanto en remo como en pista y campo. En una larga carrera, pasó del remo a los desafíos oceánicos antes de cambiar en 2011 al atletismo, ganando una medalla de bronce en el lanzamiento de bala en los Juegos Paralímpicos de verano de 2012 en Londres. Madsen y su compañera de equipo Helen Taylor fueron las primeras mujeres en remar a través del Océano Índico. Murió en junio de 2020.

## Biografía
Madsen nació en Xenia, Ohio, el 10 de mayo de 1960. Fue educada en Fairborn Baker High School en Fairborn, Ohio y se convirtió en madre soltera a la edad de diecisiete años, lo que le impidió la oportunidad de obtener una beca de atletismo.

## Carrera militar
La mayoría de su familia inmediata era militar, por lo que cuando sus hermanos le dijeron que "no podría ser infante de marina", se decidió a unirse. Se enlistó en la Infantería de Marina estadounidense, dejando a su hija con sus padres hasta que completó la formación básica. Después de pasar el entrenamiento, el Cuerpo de Marines le proporcionó un hogar para ella y su hija. Fue enviada a Fort McClellan en Alabama para entrenarse como oficial de policía militar y su primer destino asignado fue en la Estación Aérea del Cuerpo de El Toro, cerca de Irvine, California.  Allí se unió al equipo de baloncesto femenino y cuando el equipo compitió en el Torneo Regional de Baloncesto de la Costa Oeste del Cuerpo de Marines, fue seleccionada por el equipo del baloncesto de Marines femenino.  

### Cirugía y lesión de columna
En 1980, en su primera sesión de entrenamiento de baloncesto de la Infantería de Marina, se cayó en la cancha y otra jugadora le pisó la espalda, rompiéndole dos discos de la columna vertebral. Esto, a su vez, la llevó a realizarse una cirugía en la espalda, pero una serie de errores provocaron que sufriera una lesión de la médula espinal incompleta L1 y paraplejía.
El ejército estadounidense se negó a pagar las facturas médicas después del accidente y, en la disputa que siguió, perdió su hogar y su matrimonio se vino abajo. Cayó en depresión, a veces durmiendo en su silla de ruedas frente a Disneyland.

## Carrera paralímpica
Su vida dio un giro cuando, después de asistir a los Juegos Nacionales de Veteranos, le presentaron el baloncesto en silla de ruedas. Tomó el deporte y comenzó a reconstruir su vida. El momento decisivo en su recuperación se produjo después de caer sobre las vías del metro en San Francisco y temió haberse roto el cuello. Este hecho la hizo revaluar su vida como discapacitada y decidió vivir al máximo. Escribió una autobiografía, Rowing Against the Wind, publicada en 2014. 
Madsen conoció el remo después de que su patrocinador de baloncesto en silla de ruedas la invitara a un evento para aprender a remar en Dana Point. Descubrió que era natural en el deporte y le gustó que no necesitaba usar una silla de ruedas para participar. En 2002, la Federación Internacional de Remo agregó el remo adaptativo al Campeonato Mundial de Remo, y Madsen, clasificada como una competidora de tronco y brazos (TA), fue seleccionada para competir en el Campeonato Mundial de Remo de 2002. Terminó quedándose con la medalla de plata en los sculls individuales. En los siguientes tres años participó en cada uno de los Campeonatos del Mundo, ganando la medalla de oro en scull de dobles en todos los torneos.  
Aunque era una remera competitiva, también disfrutaba de eventos de remo en el océano, y desde su casa en California tenía acceso al Pacífico. Comenzó a remar entre Newport, California y Dana Point, y a participar en carreras de 20 millas. Después de que Madsen conoció a Tori Murden, voluntaria del Programa de Remo Adaptativo de Louisville, quien fue la primera estadounidense en remar sola por el Atlántico, se inspiró para emprender un viaje por el océano.  Durante los años siguientes, realizó múltiples viajes por el océano. En 2007, se convirtió en la primera mujer con discapacidad en remar a través del Atlántico. Dos años más tarde, junto con Helen Taylor, se convirtió en una de las dos primeras mujeres en remar a través del Océano Índico. También formó parte de un equipo que circunnavegó Gran Bretaña.  

### Carrera de atletismo
Madsen hizo su primera aparición en los Estados Unidos como atleta de pista y campo F56 en 2011.  Sus resultados previos a los juegos la clasificaron para los Juegos Paralímpicos de verano de 2012 en Londres, compitiendo en lanzamiento de bala (F54–56) y jabalina (F54 / 55/56). Terminó quinta en jabalina, pero un lanzamiento de 8.88 metros fue suficiente para obtener una medalla de bronce en el lanzamiento de bala. También compitió por los Estados Unidos en el Campeonato Mundial de Atletismo del IPC 2015 en Doha, y en 2016, en el Boiling Point Track Classic en la Universidad de Windsor en Canadá, donde ganó su evento de lanzamiento de bala con una distancia de 9.43, estableciendo un nuevo récord mundial. También en julio de 2016 fue anunciada como miembro del equipo de EE. UU. para competir en los Juegos Paralímpicos de verano de 2016, donde terminó octava en el lanzamiento de peso femenino F56 / 57, y séptima en el lanzamiento de jabalina femenino. F55 / F56.
En noviembre de 2014, recibió el premio Atletas en Excelencia de la Fundación para el Desarrollo Deportivo Global en reconocimiento a sus esfuerzos de servicio comunitario y trabajo con la juventud.
Tenía seis récords mundiales Guinness y estaba trabajando para conseguir otro (como la mujer de mayor edad y primera parapléjica en remar sola a través del Pacífico) en el momento de su muerte.

## Vida personal
Se declaró homosexual en 1981, mientras estaba en el ejército estadounidense. Conoció a su esposa, Debra, en 2006. En 2015 fue gran mariscal del Long Beach Pride Parade.
Fue encontrada muerta casi a la mitad de su viaje en solitario desde Los Ángeles a Honolulu el 22 de junio de 2020. El viaje estaba siendo filmado por Soraya Simi.